# دافور لانديكا
دافور لانديكا (18 أغسطس 1984 في البوسنة والهرسك - ) هو لاعب كرة قدم كرواتي في مركز الوسط. شارك مع منتخب البوسنة والهرسك تحت 21 سنة لكرة القدم. أما مع النوادي، فقد لعب مع زرينيسكي موستار ونادي دينامو زغرب ونادي رييكا ونادي شيروكي برييغ ونادي غراسهوبر زيوريخ.

## وصلات خارجية
- دافور لانديكا على موقع قاعدة بيانات كرة القدم.إي يو (الإنجليزية)
- دافور لانديكا على موقع Soccerway.com (الإنجليزية)
- دافور لانديكا على موقع عالم كرة القدم.نت (الإنجليزية)